# Edwin Roscoe Mullins

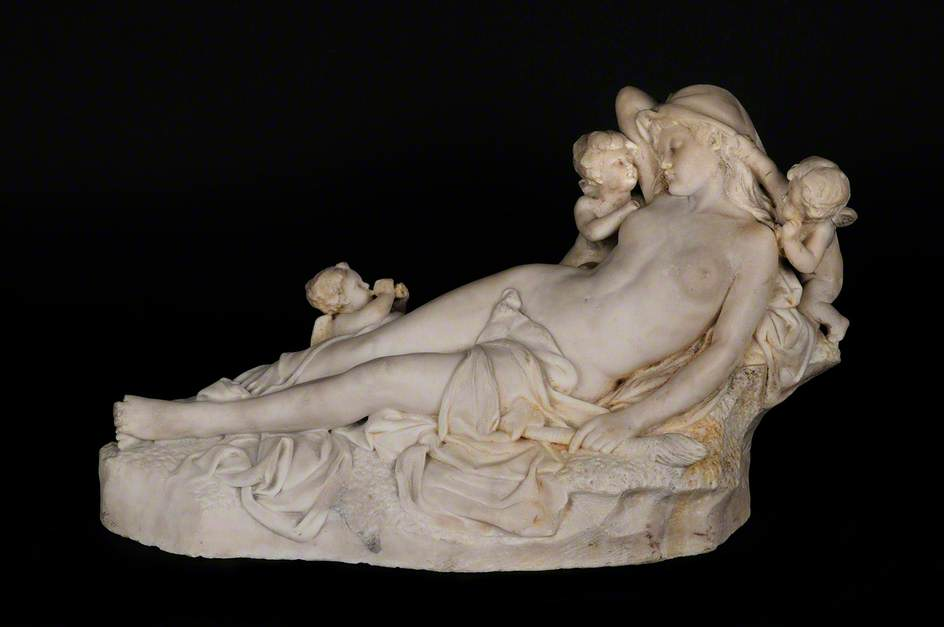
'Morn, wak'd by the circling hours’ von Edwin Roscoe Mullins (1848–1907). Glasgow Museums Resource Centre

Edwin Roscoe Mullins (* 22. August 1848 in Holborn, London; † 9. Januar 1907 in Walberswick, Suffolk) war ein britischer Bildhauer. Er ist bekannt für seine neoklassizistischen Skulpturen sowie seine Beiträge zur New-Sculpture-Bewegung.

## Leben
Edwin Roscoe Mullins wurde als sechstes von acht Kindern des Anwalts Edward Mullins und seiner Frau Elizabeth Baker in Holborn, London, geboren. Er besuchte die Louth Grammar School und von 1863 bis 1865 das Marlborough College in Wiltshire. Anschließend studierte er Bildhauerei an der Lambeth School of Art und ab 1867 an den Royal Academy Schools. Im Jahr 1868 gewann er eine Goldmedaille im National Art Competition für ein Modell nach antikem Vorbild. Unterstützt vom Bildhauer John Birnie Philip arbeitete er zunächst als dessen Assistent, bevor er nach München ging, um bei Michael Wagmüller zu studieren. Dort teilte er sich ein Atelier mit Edward Onslow Ford. Im Jahr 1872 erhielt er für seine Skulptur Sympathy eine Silbermedaille in München und eine Bronzemedaille in Wien.

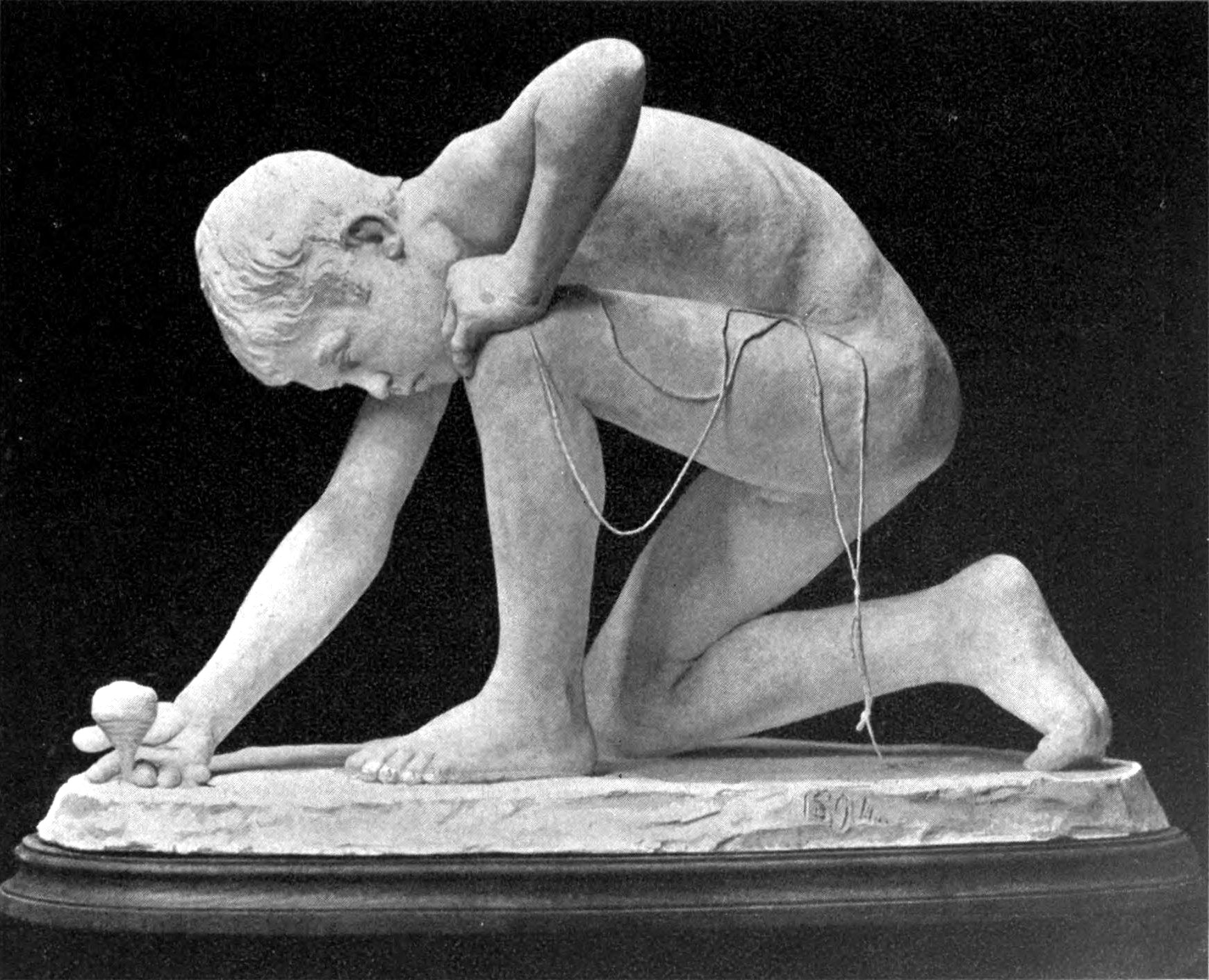
Edwin Roscoe Mullins: Garcon a la toupie, 1894

Nach seiner Rückkehr nach London im Jahr 1874 arbeitete Edwin Roscoe Mullins als freier Bildhauer. Er stellte regelmäßig in der Royal Academy, der New Gallery und der Grosvenor Gallery aus. 1884 wurde er Mitglied der Art Workers Guild. Darüber hinaus war er mit seinen Werken auf Ausstellungen der Society of British Artists, des Glasgow Institute of the Fine Arts, der Walker Art Gallery in Liverpool und der Manchester City Art Gallery vertreten. Auf der Weltausstellung in Paris wurde er im Jahr 1900 mit einer Silbermedaille ausgezeichnet. 1890 veröffentlichte er das Buch A Primer of Sculpture und wurde 1897 zum Dozenten für architektonisches Modellieren an der Central School of Arts and Crafts ernannt. Edwin Roscoe Mullins verstarb 1907 in Walberswick, Suffolk.

## Werk

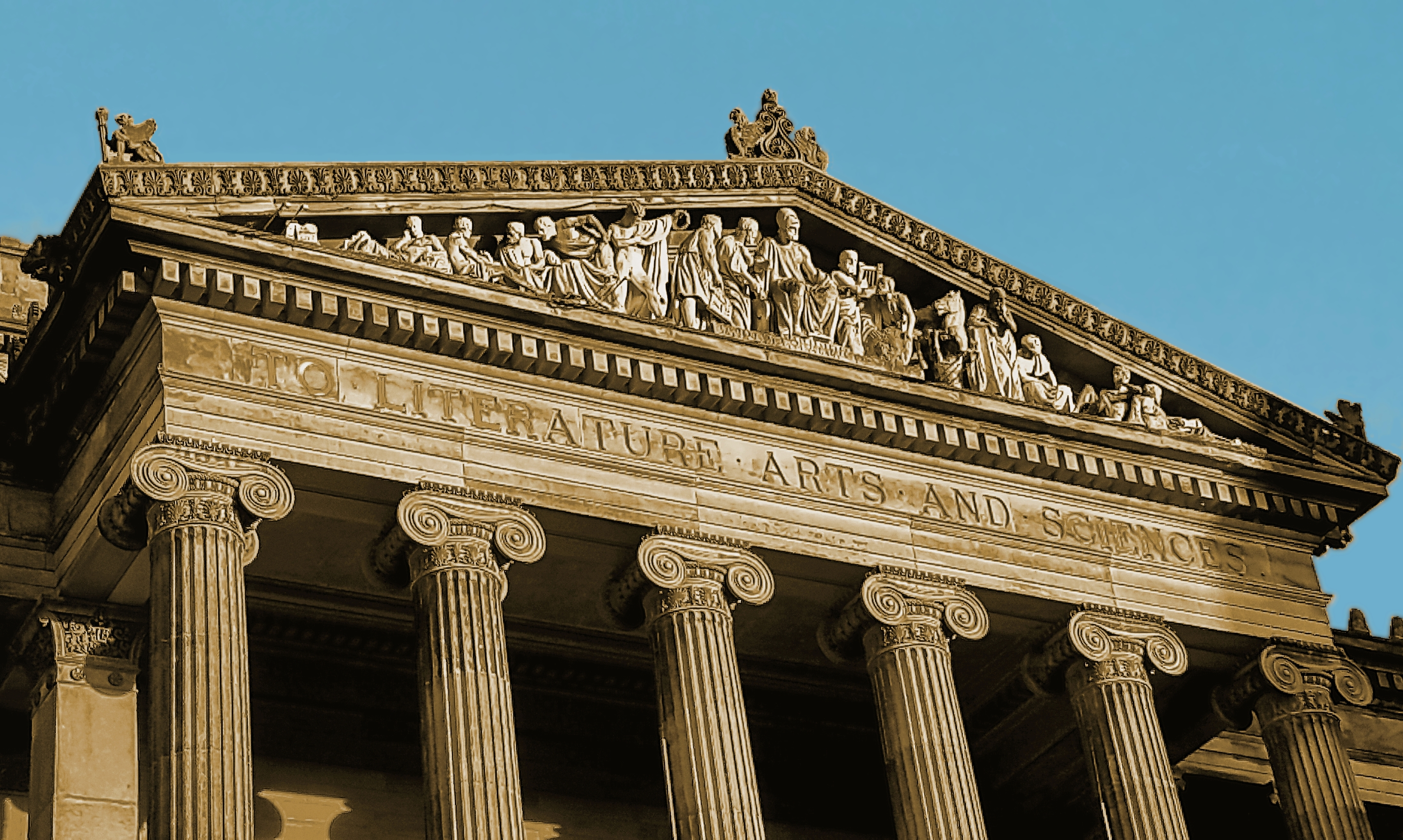
Der Giebel des Harris Museums in Preston zeigt die „Schule von Athen“ mit der zentralen Figur des Perikles

Edwin Roscoe Mullins’ Arbeiten zeichnen sich durch neoklassizistische Themen aus, darunter allegorische Figuren, Porträtbüsten und Statuetten. Er war zeitweise mit der New-Sculpture-Bewegung verbunden, die eine freiere und expressivere Formensprache in der britischen Skulptur des späten 19. Jahrhunderts förderte. Zu seinen bekanntesten Werken zählt die Skulpturengruppe am Harris Museum in Preston, Lancashire, die den athenischen Staatsmann Perikles und zwölf weitere Figuren darstellt. Diese Arbeit gilt als sein Hauptwerk.